# Andreas Lombard

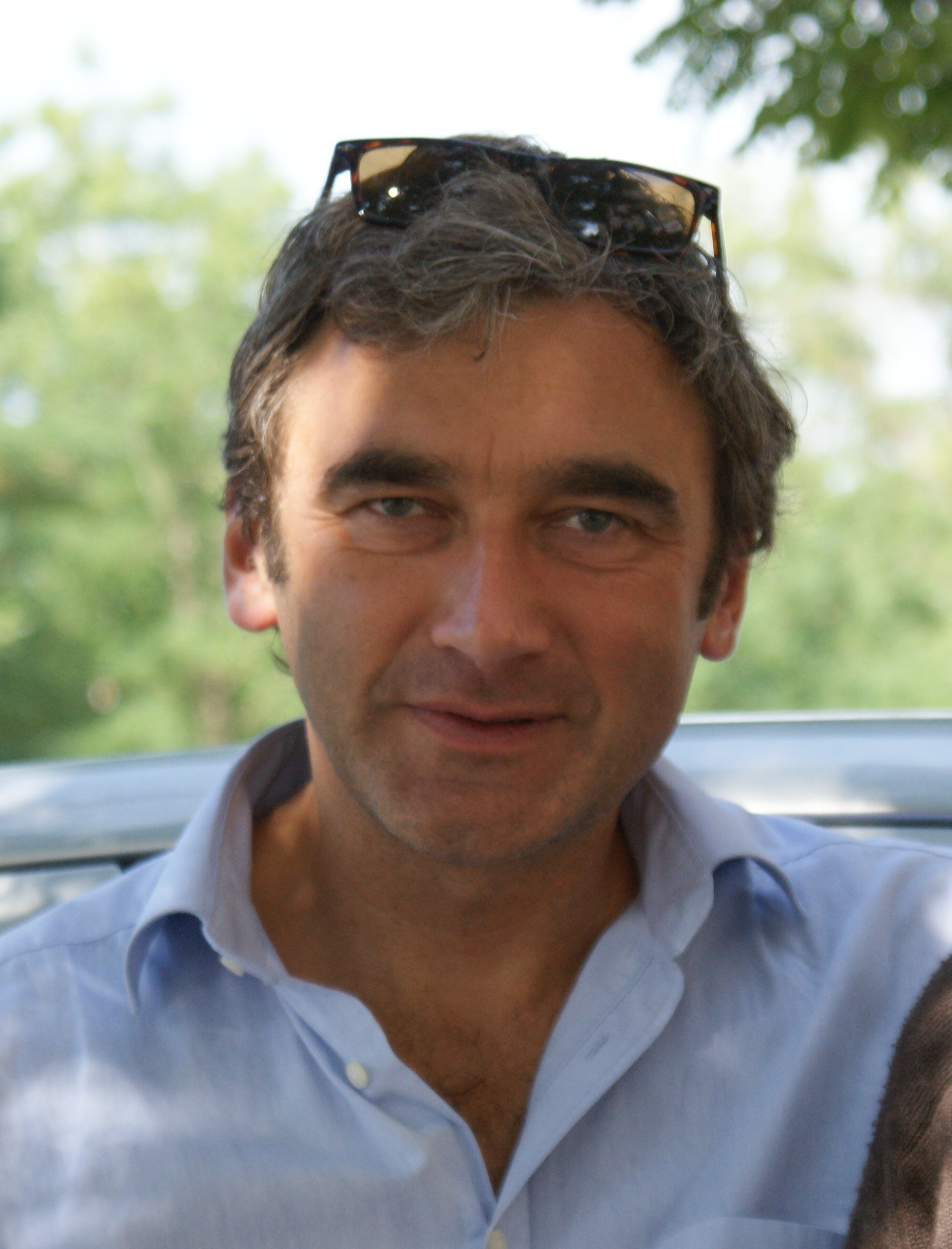
Andreas Lombard (2010)

Andreas Lombard (* 1963 in Hamburg), vormals Andreas Krause Landt, ist ein deutscher Journalist und Verleger.

## Leben
Andreas Lombard, der bis 2013 Andreas Krause Landt hieß, ist väterlicherseits ein Urenkel des französischen calvinistischen Pastors Jules Sully Lombard (1866–1951). Er studierte Philosophie, Germanistik und Geschichte an der Universität Heidelberg und der Freien Universität Berlin. Sein Studium schloss er 1993 mit der Magisterarbeit mit dem Titel Topographien des Erhabenen. Entfremdung und Ästhetizismus bei Peter Weiss ab.
Anschließend arbeitete er als Synchron-Drehbuchautor und ab 1996 als freier Journalist, unter anderem für die Berliner Zeitung und Deutschlandradio Kultur, und als Buchautor.
Im Jahre 2005 gründete er den Landt Verlag, der hauptsächlich Werke zur Geschichte des 19. und 20. Jahrhunderts herausgab und seit 2010 ein Imprint der Manuscriptum Verlagsbuchhandlung ist. Ab 2013 war Lombard Leiter der Manuscriptum Verlagsbuchhandlung Thomas Hoof KG. Seit 2017 ist er Chefredakteur des im gleichen Jahr zusammen mit dem Vordenker der „Neuen Rechten“ Karlheinz Weißmann gegründeten Zweimonatsmagazins Cato.
Er erhielt 2007 den von der Förderstiftung Konservative Bildung und Forschung und der Wochenzeitung Junge Freiheit verliehenen Gerhard-Löwenthal-Preis für Journalisten.
Bei Veranstaltungen der AfD Sachsen wirkte Lombard 2017 als Moderator mit. Am 25. Oktober 2018 moderierte Lombard zusammen mit Klaus Kelle auf Einladung des AfD-Kreisverbands Dresden die dortige Podiumsdiskussion „Medien und Meinung“ mit Nicolaus Fest (AfD) und Michael Klonovsky sowie Peter Frey (Chefredakteur ZDF) und Kai Gniffke (Chefredakteur ARD-aktuell).
Weiter schreibt er Beiträge für das rechtskatholische Blog kath.net.

## Neurechtes MagazinCato
Das Magazin Cato versteht laut Andreas Speit ein rechtes Bildungsbürgertum als sein Zielpublikum. Mit dem Untertitel „Magazin für neue Sachlichkeit“ wolle man in die Mitte der Gesellschaft ausstrahlen. Die Autorenschaft des Zeitungsprojekts stammt laut Speit aus dem Umfeld der Jungen Freiheit  und der „Bibliothek des Konservatismus“, jedoch gebe es auch Überschneidungen zum IfS-Milieu. Die Süddeutsche Zeitung bezeichnete Cato als eine „Art Ableger der Jungen Freiheit.“ Deren Chefredakteur Dieter Stein ist mit dessen Verlag als Gesellschafter am Cato-Verlag beteiligt, und zugleich ist er Stiftungsratsvorsitzender der „Förderstiftung Konservative Bildung und Forschung“. Die Förderstiftung unterstützt das Projekt finanziell und stellt der Cato-Redaktion im Gebäude ihrer „Bibliothek des Konservatismus“ in der Berliner Fasanenstraße Räume zur Verfügung.
Das Magazin hatte 2020 eine verkaufte Auflage von über 8.200 Exemplaren. Zu den Anzeigekunden gehören Thomas R. J. Hoyer mit seiner Hoyer-Gruppe und Max Otte Vermögensbildungsfonds. Otte ist Vorsitzender des Kuratoriums der AfD Stiftung Desiderius-Erasmus-Stiftung.

## Werke
- Scapa Flow. Die Selbstversenkung der wilhelminischen Flotte. Ullstein, Berlin 1999, ISBN 978-3-550-06979-6.
- Holocaust und deutsche Frage. Ein Volk will verschwinden. In: Merkur. Nr. 680, Dezember 2005.
- Mechanik der Mächte. Über die politischen Schriften von Panajotis Kondylis. In: Falk Horst (Hrsg.): Kondylis – Aufklärer ohne Mission. Berlin 2007.
- Nachwort zu Franz Kafkas Beim Bau der Chinesischen Mauer in der Reihe Bibliothek verbrannter Bücher, Hildesheim 2008 (Unveränderter Nachdruck der ungedruckten Erzählungen und Prosa aus dem Nachlass, hrsg. von Max Brod und Hans Joachim Schoeps, Berlin 1931).
- Mein jüdisches Viertel, meine deutsche Angst. Edition Antaios, Schnellroda 2010, ISBN 978-3-935063-93-7.
- Wir sollen sterben wollen. Warum die Mitwirkung am Suizid verboten werden muss. Edition Sonderwege, Waltrop/Leipzig 2013, ISBN 978-3-937801-78-0 (neben weiteren Texten zum Thema Sterbehilfe bzw. Selbstmord von Axel W. Bauer und Reinhold Schneider).
- Herr Sibelius ist Mutter geworden, in: Neue Ordnung, Heft 3 (Juni)/2013, S. 195–206
- Haus und Land. Das Herzogtum und Großherzogtum Oldenburg von 1773 bis 1918. In: Jörg Michael Henneberg, Horst-Günter Lucke (Hrsg.): Geschichte des Oldenburger Landes. Herzogtum, Großherzogtum, Freistaat. Münster 2014, ISBN 978-3-402-12942-5, S. 25–169.
- Sich selbst zum Feind werden. Die neue Konjunktur der Sterbehilfe gesellschaftskritisch gedeutet. In: Rainer Beckmann, Claudia Kaminski, Mechthild Löhr (Hrsg.): Es gibt kein gutes Töten. Acht Plädoyers gegen Sterbehilfe. Edition Sonderwege, Manuscriptum Verlagsbuchhandlung, Waltrop/Leipzig 2015, ISBN 978-3-944872-17-9, S. 41–62.
- Homosexualität gibt es nicht. Abschied von einem leeren Versprechen. Edition Sonderwege, Manuscriptum Verlagsbuchhandlung, Waltrop/Leipzig 2015, ISBN 978-3-944872-24-7.
- Das Kind als Produkt. Über das antifamiliäre Projekt der Moderne, in: Neue Ordnung, Heft 6 (Dezember)/2018, S. 98–111
- The Vanity of Guilt, in: First Things (New York), November 2019

Herausgeberschaft
- mit Akif Pirinçci (Hrsg.): Attacke auf den Mainstream – „Deutschland von Sinnen“ und die Medien.  Edition Sonderwege, Manuscriptum Verlagsbuchhandlung, Waltrop/Leipzig 2014, ISBN 978-3-944872-09-4.